# Gedići
Gedići (olaszul: Ghedda) falu Horvátországban Isztria megyében. Közigazgatásilag Tar-Vabriga községhez tartozik.

## Fekvése
Az Isztriai-félsziget nyugati részén Porečtől 7 km-re északkeletre, községközpontjától 4 km-re délkeletre fekszik.

## Története
1880-ban 74, 1910-ben 144 lakosa volt. Az első világháború után a rapallói szerződés értelmében Isztria az Olasz Királysághoz került. 1943-ban az olasz kapitulációt követően német megszállás alá került, mely 1945-ig tartott. A második világháború után a párizsi békeszerződés értelmében Jugoszlávia része lett, Jugoszlávia felbomlása után 1991-ben a független Horvátország része lett. 2011-ben 97 lakosa volt. Lakói mezőgazdasággal és újabban egyre inkább turizmussal, vendéglátással foglalkoznak.

## Lakosság
| Lakosság változása | Lakosság változása | Lakosság változása | Lakosság változása | Lakosság változása | Lakosság változása | Lakosság változása | Lakosság változása | Lakosság változása | Lakosság változása | Lakosság változása | Lakosság változása | Lakosság változása | Lakosság változása | Lakosság változása | Lakosság változása |
| ------------------ | ------------------ | ------------------ | ------------------ | ------------------ | ------------------ | ------------------ | ------------------ | ------------------ | ------------------ | ------------------ | ------------------ | ------------------ | ------------------ | ------------------ | ------------------ |
| 1857               | 1869               | 1880               | 1890               | 1900               | 1910               | 1921               | 1931               | 1948               | 1953               | 1961               | 1971               | 1981               | 1991               | 2001               | 2011               |
| 0                  | 0                  | 74                 | 94                 | 124                | 144                | 0                  | 0                  | 133                | 135                | 117                | 68                 | 53                 | 59                 | 68                 | 97                 |